# Cultivars de roses portant des noms de célébrités
- Haut – A
- B
- C
- D
- E
- F
- G
- H
- I
- J
- K
- L
- M
- N
- O
- P
- Q
- R
- S
- T
- U
- V
- W
- X
- Y
- Z

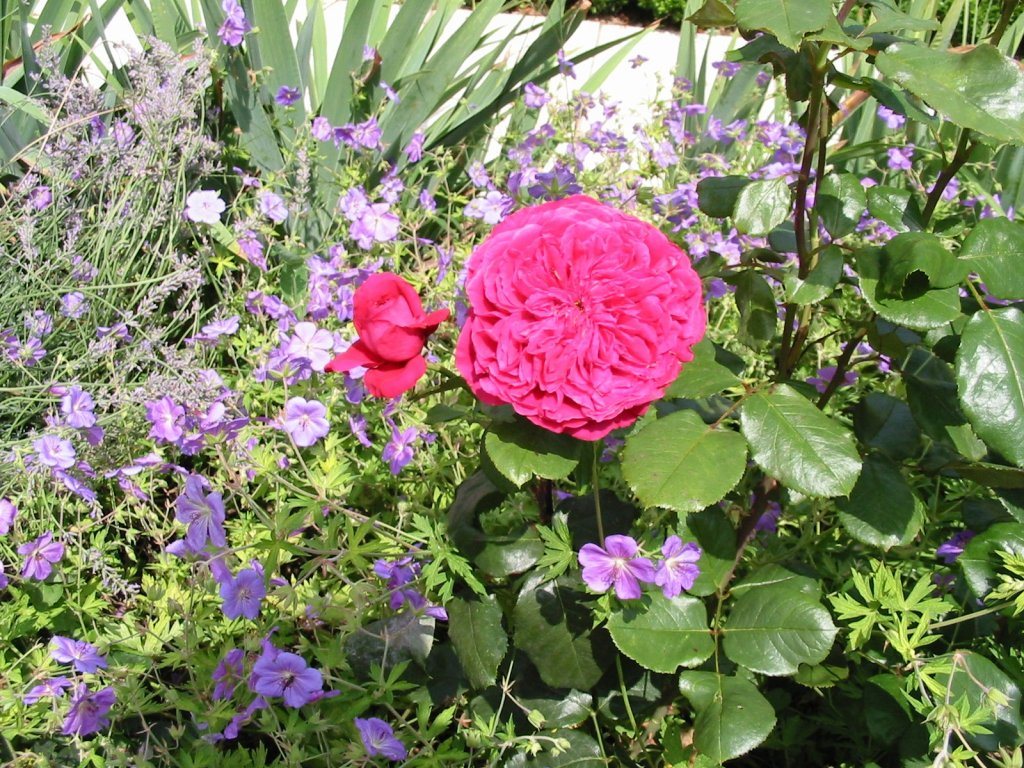
Rosier et rose ʽAlain Souchon’.

Liste (incomplète) des cultivars de rosiers qui ont été dédiés à des personnalités célèbres du monde de la politique, de la littérature, des arts, du sport ou de la société mondaine.

## A
- ʽMrs Aaron Ward’ (1907, Pernet-Ducher)
- ʽAbraham Darby’ (1985, David Austin, Angleterre)
- ʽAbraham Lincoln’, dédiée à Abraham Lincoln[1]
- ‘Adélaïde d'Orléans’ (1826, Jacques)
- ʽAlain Souchon’ (2005, Meilland), dédiée à Alain Souchon
- ʽAlexandre Astier’ (2024, Meilland), dédiée à Alexandre Astier
- ʽAlexandre Dumas’ (1861, Margottin), dédiée à Alexandre Dumas
- ʽAlfred Sisley’ (1998, Delbard)
- ʽAlphonse Daudet’ (1997, Meilland), dédiée à Alphonse Daudet
- ʽAmadeus (II)’ (2003, Kordes, Allemagne), dédiée à Wolfgang Amadeus Mozart
- ʽAmbroise Paré’ (1846, Vibert), dédiée à Ambroise Paré
- ʽAmelia Earhart’ (1932, Reymond), dédiée à Amelia Earhart
- ʽAmélie Nothomb’ (2014, Delbard), dédiée à Amélie Nothomb
- ʽAnne de Bretagne’ (1979, Meilland), dédiée à Anne de Bretagne
- ʽAnnie Girardot’ (1979, Kriloff), dédiée à Annie Girardot
- ʽAndré Le Nôtre’ (2001, Meilland), dédiée à André Le Nôtre
- ʽAntigone’ (1969, Gaujard), dédiée à Antigone
- ʽAphrodite’ (2006, Tantau, Allemagne), dédiée à Aphrodite
- ʽArielle Dombasle’ (1992, Meilland), dédiée à Arielle Dombasle
- ʽAristide Briand’ (1928, Penny), dédiée à Aristide Briand
- ʽArthur Rimbaud’ (2008, Meilland)
- ʽAthena’ (1982, Kordes, Allemagne), dédiée à Athéna
- ʽAudrey Hepburn’, dédiée à Audrey Hepburn
- ʽAuguste Gervais’ (1916, Barbier)
- ʽAuguste Renoir’ (1995, Meilland), dédiée à Auguste Renoir
- ʽAurora’ (1923, Pemberton, Angleterre), dédiée à Aurore
- ʽAviateur Blériot’ (1909, Fauqué)

## B

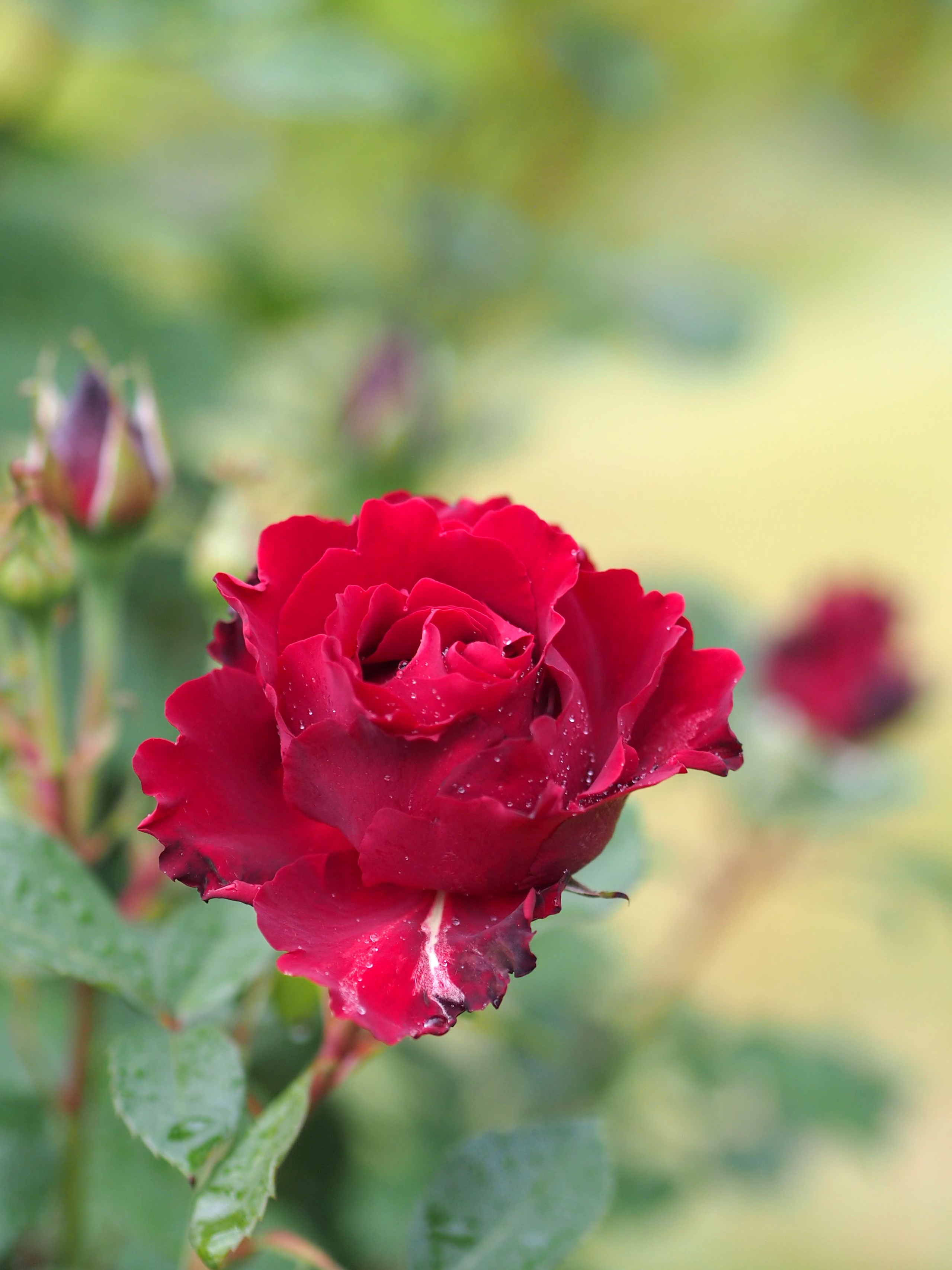
Rose en hommage à Barbara (1997) de Georges Delbard.

- ʽBarbara’ (1997, Georges Delbard) avec le contour des pétales noir, dédiée à Barbara.
- ʽBarbra Streisand’ (Weeks Roses), dédiée à Barbra Streisand
- ʽBaronne Caroline de Rothschild’ (1868, Jean Pernet, père), dédiée à Caroline de Rothschild
- ʽBaronne Edmond de Rothschild’ (1968, Meilland), dédiée à Nadine de Rothschild
- ʽBelle Bigottini’ (1825, Laffay et Noisette, France), dédiée à Émilie Bigottini
- ʽBenjamin Britten’ (2001, David Austin)
- ʽBernadette Chirac’ (1979, Delbard)
- ʽBianca Castafiore’, dédiée à Bianca Castafiore, seul personnage fictionnel à avoir sa rose
- ʽBilly Graham’ (1998, Zary), dédiée à Billy Graham
- ʽBing Crosby’ (1981, Weeks), dédiée à Bing Crosby
- ʽBotticelli’ (Meilland), dédiée à Sandro Botticelli
- ʽBougainville’ (1822, Cochet), dédiée à Louis-Antoine de Bougainville
- ʽBrennus’ (1830, Laffay), dédiée à Brennus
- ʽBrigitte Bardot’ (2001, Orard), dédiée à Brigitte Bardot

## C
- ʽCamille Bernardin’ (1865, Gautreau)
- ʽCamille Pissarro’ (1996, Delbard)
- ʽCardinal de Richelieu’, rosier de Provins, (1840, Laffay), rouge pourpre foncé[2], dédiée au cardinal de Richelieu
- ʽPrincesse Caroline de Monaco’ (1988, Meilland)
- ʽBaronne Caroline de Rothschild’ (1868, Jean Pernet, père), dédiée à Caroline Julie Anselme von Rothschild
- ʽCary Grant’ (1987, Meilland), dédiée à Cary Grant
- ʽCasanova’ (1964, McGreedy, Irlande du Nord), dédiée à Giacomo Casanova
- ʽJean-Claude Casadesus’ (2019, Bernard Panozzo baptême de la rose à Saint-Yrieix-sous-Aixe le 2 juin) rose dont la fleur passe d'un jaune à un rose pâle et fonce vers le rouge, dédiée à Jean-Claude Casadesus
- ʽCatherine Deneuve’ (1981, Meilland), dédiée à Catherine Deneuve
- ʽCharles Aznavour’ (1988, Meilland), dédiée à Charles Aznavour
- ʽCharles de Gaulle’ (1974, Meilland) dédiée au général de Gaulle
- ʽCharles Dickens’ (1886, Paul, Angleterre), dédiée à Charles Dickens
- ʽCharles Rennie Mackintosh’ (1988, David Austin, Angleterre), dédiée à Charles Rennie Mackintosh
- ʽCharlotte Rampling’ (1987, Meilland), dédiée à Charlotte Rampling[3]
- ʽChopin’ (1980, Żyła, Pologne), dédiée à Frédéric Chopin
- ʽClaude Brasseur’ ((2006, Meilland), dédiée à Claude Brasseur
- ʽClaude Monet’ (1992, Delbard)
- ʽClaudia Cardinale’ (1997, Guillot-Massad), dédiée à Claudia Cardinale
- ʽCleopatra’ (1994, Kordes, Allemagne), dédiée à Cléopâtre VII
- ʽColette’ (1995, Meilland), dédiée à Colette
- ʽColuche’ (1995, Meilland), dédiée à Coluche
- ʽComte Adrien de Germiny’ (1881, Lévêque)
- ʽComtesse de Ségur’ (1994, Delbard), dédiée à la comtesse de Ségur
- ʽConrad Ferdinand Meyer’ (1899, Franz Hermann Müller)
- ʽConstance Spry’ (1961, David Austin)
- ʽCristiana Reali’ (Delgrasi), dédiée à Cristiana Reali
- ʽCyrano’ (1954, Gaujard), dédiée à Savinien de Cyrano de Bergerac

## D
- ʽDaniel Gélin’ (Meilland), dédiée à Daniel Gélin
- ʽDee Dee Bridgewater’ (2003, Meilland), dédiée à Dee Dee Bridgewater
- ʽPrincess of Wales’, dédiée à Diana Spencer[4].
- ʽDolly Parton’[5], dédiée à Dolly Parton
- ʽDocteur Eckener’/ʽDr. Eckener’ (Berger & Teschendorff, 1930)[6]
- ʽDuc d'Aremberg’, dédiée à Engelbert-Auguste d'Arenberg (1836, Louis Joseph Ghislain Parmentier, Belgique)
- ʽDuc d'Édimbourg’, créée par la Royal Horticultural Society et offerte à Élisabeth II en souvenir de Philip Mountbatten[7].
- ʽDuchesse de Galliera’ (1847, Portemer père)
- ʽDuchesse de Montebello’ (1824, Jean Laffay)

## E
- ʽEdgar Degas’ (1994, Delbard), dédiée à Edgar Degas
- ʽÉdith Piaf’ (2007, Meilland), dédiée à Édith Piaf
- ʽElfi von Dassanowsky’ (2009, Jalbert, Canada), dédiée à Elfi von Dassanowsky
- ʽElizabeth Taylor’, dédiée à Elizabeth Taylor
- ʽÉric Tabarly’ (Meilland), dédiée à Éric Tabarly

## F
- ʽFalstaff’ (1999, Austin, Angleterre), dédiée à Falstaff
- ʽFanny Ardant’, baptisée à Saint-Yrieix-sous-Aixe (87), dédiée à l'actrice Fanny Ardant
- ʽFanny Bias’ (1819, Vibert, France), dédiée à Fanny Bias
- ʽFanny Elßler’ (1835, Vibert, France), dédiée à Fanny Elßler
- ʽImpératrice Farah’ (1986 Delbard), dédiée à l’impératrice Farah
- ʽFélix Leclerc’ (2007, Canada), dédiée à Félix Leclerc
- ʽFerdinand de Lesseps’ (1869, Verdier), dédiée à Ferdinand de Lesseps
- ʽFiona Gélin’ (2006, Massad), dédiée à Fiona Gélin
- ʽPape François’ (2015, Pépinières et roseraies Paul Croix), dédiée au pape François
- ʽFrançois Coppée’ (1895, Lédéchaux), dédiée à François Coppée
- ʽFrançois d'Arago’ (1858, Trouillard), dédiée à François d'Arago
- ʽFrançois Mitterrand’ (2006, Meilland), dédiée au président François Mitterrand
- ʽFrançois Rabelais’ (1997, Meilland), dédiée à François Rabelais
- ʽFreddie Mercury’ (1993, Battersby, Angleterre), dédiée au chanteur Freddie Mercury
- ʽFrédéric Mistral’ (1995, Meilland), dédiée au poète Frédéric Mistral

## G
- ʽGabriela Sabatini’[8], dédiée à la championne de tennis Gabriela Sabatini
- ʽGénéral Desaix’ (1867, Moreau-Robert)[9], dédiée au général Desaix
- 'Général Galliéni’ (1899, Nabonnand) dédiée à Joseph Gallieni
- ʽGertrude Jekyll’ (1986, David Austin) dédiée à Gertrude Jekyll
- ʽGina Lollobrigida’ (1989, Meilland), dédiée à l'actrice Gina Lollobrigida
- ʽPrincesse de Monaco’ (1981, Meilland), dédiée à Grace Kelly
- ʽGraf Zeppelin’ (1910, Boehm) dédiée au comte Ferdinand von Zeppelin
- 'Grand-Duc Alexis' (1892, Lévêque), dédiée au grand-duc Alexis Alexandrovitch de Russie

## H
- ʽHenri de Toulouse-Lautrec’ (1993, Meilland), dédiée à Henri de Toulouse-Lautrec
- ʽHenri Matisse’ (Delbard), dédiée à Henri Matisse
- ʽHenri Salvador’, dédiée à Henri Salvador
- ʽHidalgo’ (1979, Meilland), dédiée au footballeur Michel Hidalgo
- ʽHonoré de Balzac’ (1994, Meilland), dédiée à Honoré de Balzac

## I
- ʽImpératrice Eugénie’ (1855, Béluze), dédiée à Eugénie de Montijo
- ʽImpératrice Eugénie’ (1856, Guillot)
- ʽImpératrice Farah’ (1986 Delbard), dédiée à l’impératrice Farah
- ʽImpératrice Joséphine’ (avant 1815, Descemet), dédiée à Joséphine de Beauharnais
- ʽIngrid Bergman’ (1984, Poulsen & Olesen, Danemark), dédiée à Ingrid Bergman
- ʽIsabelle Autissier’ (1999, Michel Adam, France), dédiée à Isabelle Autissier

## J
- ʽJacques Cartier’ (1868, Moreau & Robert), dédiée à Jacques Cartier
- ’Jacques Prévert’ (Meilland), dédiée à Jacques Prévert
- ʽJeanne Moreau’ (2005, Meilland), dédiée à Jeanne Moreau
- ʽJean-Paul II’ (2006, Zary), dédiée à Jean-Paul II
- ʽJohn F. Kennedy’, dédiée à John F. Kennedy
- ʽImpératrice Joséphine’, hybride de Rosa gallica (Descemet), dédiée à Joséphine de Beauharnais
- ʽJudy Garland’, dédiée à Judy Garland
- ʽJulie Pietri’ (2018, André Ève), dédiée à Julie Pietri[10]
- ʽJuliette Gréco’ (1999, Delbard), dédiée à Juliette Gréco

## K
- ʽKaiserin Auguste Viktoria’ (1891, Lambert), dédiée à l'impératrice Augusta-Victoria

## L

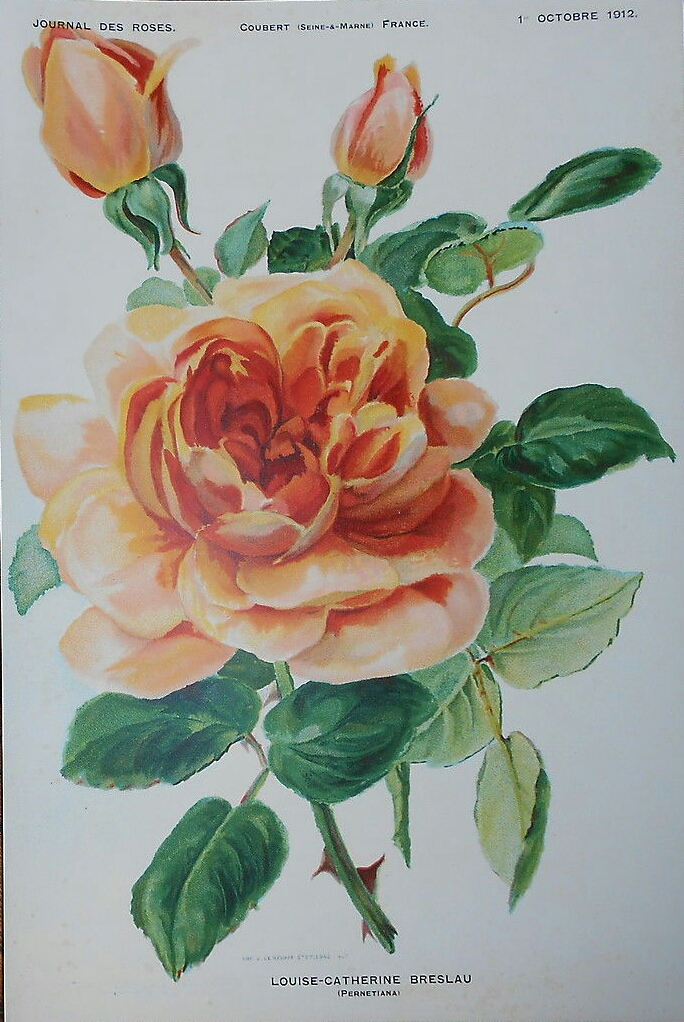
Rose Louise Catherine Breslau, de Joseph Pernet-Ducher (1912).

- ʽLeonardo da Vinci’ (1994, Meilland), dédiée à Léonard de Vinci
- ʽLéon XIII’ (1890, Soupert & Notting), dédiée à Léon XIII
- ʽLili Marleen’ (1959, Kordes), dédiée à Lili Marleen
- ʽLine Renaud’ (2006, Meilland), dédiée à Line Renaud
- ʽLiv Tyler’ (2005, Meilland), dédiée à Liv Tyler
- ʽLorie Pester’ (2014, Reurag), dédié à Lorie Pester
- ʽLouis de Funès’ (1984, Meilland), dédiée à Louis de Funès
- ʽLouis XIV’ (1859, Guillot fils), dédiée à Louis XIV
- ʽLouise Catherine Breslau’ (1912, Joseph Pernet-Ducher), dédiée à Louise Catherine Breslau

## M
- ʽMadame Isaac Pereire’ (1880, Garçon), dédiée à Mme Isaac Pereire
- ʽMadame Norbert Levavasseur’ (1904) issu d'un croisement ʽCrimson Rambler’ (Turner, 1893) × ʽGloire des Polyanthas’ (Guillot, 1887)[11].
- ʽMadame Segond-Weber’ (1907, Soupert & Notting), dédiée à Caroline-Eugénie Segond-Weber
- ʽMadame Tchang Kaï-chek’ (1942, Carl G. Duehrsen), dédiée à Song Meiling
- ʽMarcel Pagnol’ (1996, Meilland), dédiée à Marcel Pagnol
- ʽSouvenir de Marcel Proust’ (1992, Delbard), en souvenir de Marcel Proust
- ʽMaréchal Niel’ (1864, Pradel), dédiée au maréchal Adolphe Niel
- ʽMaria Callas’ (1965, Meilland), dédiée à Maria Callas
- ʽMarie Curie’ (1997, Meilland), dédiée à Marie Curie
- ʽMarie d'Orléans’ (1883, Nabonnand), dédiée à Marie d'Orléans (1865-1909)
- ʽMarilyn Monroe’ (Weeks Roses), dédiée à Marilyn Monroe
- ʽFirst Lady’ Martha Washington’ (origine inconnue, c. 1889), dédiée à Martha Washington
- ʽMichelangelo’ (1997, Meilland), dédiée à Michel-Ange
- ʽMichel Hidalgo’ (1979, Meilland), dédiée à Michel Hidalgo
- ʽMontesquieu’ (1959, Dot), dédiée à Montesquieu
- ʽMuriel Robin’ (2005, Orard), dédiée à Muriel Robin

## N
- ʽNancy Reagan’ (2005, Zary)
- ʽNiccolò Paganini’ (1991, Meilland)
- ʽNicolas Hulot’ (Meilland)

## O
- ʽOdette de Champdivers’ (~1848)
- ʽOdette Joyeux’ (1959, Robichon)
- ʽOlga Tschechowa’ (1977, Cocker)
- ʽOmar Khayyam’, rosier de Damas (1893, parents inconnus), dédié à Omar Khayyam, astronome et écrivain persan du Moyen Âge.

## P
- ʽPablo Picasso’
- ʽPaul Bocuse’ (1992, Massad pour les roseraies Guillot)
- ʽPaul Cézanne’ (Delbard)
- ʽPaul Gauguin’ (1992, Delbard)
- ʽPaul McCartney’ (1991, Meilland)
- ʽPaul Rycaut’ (1845 — Portemer, France)
- ʽMadame Isaac Pereire’ (1880, Garçon)
- ʽPhilippe Noiret’
- ʽPierre de Ronsard’ (Meilland). Nommée au titre de la « rose favorite du monde » en 2006
- ʽPierre-Auguste Renoir’ (1995, Meilland)
- ʽPiotr Ilitch Tchaïkovski’ (2000, Meilland)
- ʽPrince Napoléon’ (1864, Pernet père)
- ʽPrincesse de Monaco’ (1981, Meilland)
- ʽPrincesse de Sagan’ (1887, Dubreuil)
- ʽPrincesse Louise’ (Jacques, 1829), dédié à la future reine des Belges
- ʽPrincesse Marie’ (Jacques, 1829), dédié à la princesse Marie d'Orléans (1813-1839), sculptrice et future duchesse de Wurtemberg

## Q
- ʽQueen Elizabeth’ (1954, Lammerts, États-Unis), dédiée à la reine Elizabeth II. Nommée au titre de la « rose favorite du monde » en 1978

## R
- ʽRabelais II’ (1997, Meilland)
- ʽRégine Crespin’ (1990, Delbard)
- ʽReine Marie-Henriette’ (1878, Antoine Levet)
- ʽReine Victoria’ (1872, Labruyère/Schwartz)
- ʽRené Goscinny’ (Meilland)
- ʽRobin Hood’ (1927, Pemberton)
- ʽRodin’ (Meilland)
- ʽRonald Reagan’ (2005, Zary)[12]
- ʽRoosevelt’ (1922, Lambert, Allemagne)
- ʽRosie O'Donnell’ (1998, Winchell)
- ʽRubens’ (1859, Moreau-Robert)

## S
- ʽSonia Rykiel’ (1991, Massad)
- ʽSouvenir du Président Carnot’ (1894, Joseph Pernet-Ducher), dédiée à Marie François Sadi Carnot
- ʽStéphane Bern’ (2012, Fabien Ducher)
- ʽStéphanie de Monaco’ (1971, Meyer/Meilland)
- ʽSylvie Vartan’ (1969, André Eve)

## T
- ʽTaglioni’ (1833 ou avant)
- ʽTchaïkovski’ (Meilland)
- ʽTino Rossi’ (1990, Meilland)

## V
- ʽVictor Hugo’ (Meilland)

## W
- ʽWilliam Shakespeare’ (1987, Austin)

## Y
- ʽYves Piaget’